# Tusshar Kapoor
Tusshar Kapoor (तुषार कपूर; urodz. 20 listopada 1976) – indyjski aktor, syn sławnego aktora bollywoodzkiego Jeetendra i brat aktorki Ekta Kapoor. Studiował w USA (the University of Michigan). Zadebiutował w 2001 roku w Mujhe Kuch Kehna Hai. Film stał się w Indiach hitem, a on otrzymał za rolę Nagrodę Filmstare za Najlepszy Debiut. W 2004 roku zyskał uznanie krytyków za rolę kogoś, kto ma dar stawania się niewidzialnym (Gayab) i za grę u boku Amitabh Bachchana w Khakee. Kolejnym hitem była komedie Kyaa Kool Hai Hum (2005) i Szalona przyjaźń (2006). w 2007 roku zagrał z wieloma znanymi aktorami w nakręconej w oparciu o fakty historii gangstersko-policyjnej Shootout at Lokhandwala. W roli gangstera Dilip Buwa (u boku Vivek Oberoi) zyskał uznanie krytyków i popularność widzów.

## Filmografia
- Mujhe Kucch Kehna Hai (2001) – Karan – Nagroda Zee Cine za Najlepszy Debiut
- Kyaa Dil Ne Kahaa (2002) – Rahul
- Jeena Sirf Merre Liye (2002) – Karan Malhotra
- Kucch To Hai (2003) – Karan
- Yeh Dil (2003)
- Khakee (2004) – inspektor Ashwim Gupte
- Gayab (2004) – Vishnu Prasad
- Shart - The Challenge (2004) – satya
- Insan (2005) (Released) – Avinash
- Kyaa Kool Hai Hum (2005) – Rahul
- Szalona przyjaźń (2006) – Nagroda IIFA dla Najlepszego Aktora Komediowego
- Good Boy Bad Boy (2007) – Rajan Malhotra
- Historia miłosna (2007) – Arjun
- Shootout at Lokhandwala (2007) – Bhua
- Aggar (2007) – Aryan
- Uderz w bęben (2007)
- Om Shanti Om (2007) – gościnnie w piosence Deewangi Deewangi
- Kompania C (2008) – Akshay
- Golmaal Returns (2008)
- One Two Three (2008)